# محمد شحاتة (لاعب كرة قدم)
محمد محمد شحاتة محمود (ولد في 8 فبراير 2001) هو لاعب كرة قدم مصري محترف يشغل مركز لاعب وسط مع نادي الزمالك والمنتخب المصري.

## الإنجازات
نادي الزمالك
- كأس مصر: 2024–25
- كأس الكونفيدرالية الأفريقية: 2023–24
- كأس السوبر الأفريقي: 2024